# Taxeotis epigypsa
Taxeotis epigypsa är en fjärilsart som beskrevs av Edward Meyrick 1890. Taxeotis epigypsa ingår i släktet Taxeotis och familjen mätare. Inga underarter finns listade i Catalogue of Life.